# Llei de Punt Final
La Ley 23.492, anomenada de Punt Final, promulgada la vigília de Nadal de l'any 1986 durant el govern radical de Raúl Alfonsín a l'Argentina, va implicar l'"extinció de l'acció penal per presumpta participació en qualsevol grau als delictes de l'art. 10 de la llei 23 049 i per aquells vinculats a la instauració de formes violentes d'acció política fins al 10/12/86", és a dir, va ser una llei amb l'objectiu de tancar els processos oberts contra les persones que van participar en la repressió política a l'Argentina durant la dictadura militar autoanomenada Procés de Reorganització Nacional.
La llei, que va ser promulgada després dels diversos aixecament carapintadas que va haver de fer front el govern d'Alfonsín, va alliberar de responsabilitats derivades de la repressió als oficials de baixa graduació que van participar de la guerra bruta.
Va estar vigent fins al 14 de juny de 2005, quan la Cort Suprema de l'Argentina va decretar la seva nulitat per inconstitucionalitat, amb l'altra llei d'impunitat, la llei d'Obediencia Debida (Obediència Deguda, en català).